# Medaglia di Castelfidardo
La medaglia di Castelfidardo fu una medaglia concessa dallo Stato Pontificio a tutte le truppe che parteciparono allo scontro di Castelfidardo contro l'esercito del Regno di Sardegna.

## Storia
La medaglia fu istituita con breve pontificio del 12 novembre 1860 di papa Pio IX il quale, su consiglio del maestro d'armi, Francesco Saverio de Mérode, fece coniare questa medaglia per premiare i soldati che si fossero battuti in suo nome contro l'esercito piemontese durante l'invasione dello Stato pontificio del 1860.
Gli insigniti della medaglia, da regolamento, ottenevano anche degli specifici privilegi morali e materiali: l'insignito era dichiarato benemerito della Chiesa cattolica per aver contribuito alla salvezza ed all'integrità dello Stato della Chiesa e del Papa, oltre a ricevere l'abbuono di un anno di servizio per la pensione.

## Gradi
Questa medaglia è uno dei rari esempi concessi in molteplici gradi dallo Stato pontificio, con differenziazioni a seconda del beneficiario:
- Medaglia d'oro smaltata in blu per gli Ufficiali Generali
- Medaglia d'oro per gli Ufficiali Superiori
- Medaglia d'argento per gli Ufficiali Inferiori
- Medaglia in metallo bianco per i Sottufficiali e la truppa.

## Insegne
- La medaglia è composta di un cerchio riportante circolarmente sul diritto il motto "VICTORIA, QUAE VICIT MUNDUM, FIDES NOSTRA", mentre sul retro è riportata la scritta “PRO PETRI SEDE, PIO IX P. M. A. XV”. Il cerchio riporta in centro una croce capovolta (simbolo non blasfemo come da alcuni studiosi è stato evidenziato, bensì del martirio di San Pietro, primo pontefice, il quale venne crocifisso a testa in giù per non eguagliare l'esempio di Cristo, condannato al medesimo martirio). Su questa croce è raffigurato un serpente che si morde la coda, simbolo del peccato mortale che attanaglia quanti osano attaccare la Chiesa. Popolarmente la medaglia venne definita anche la “Ciambella” o il “Ciambellone” date le sue dimensioni fuori dalla norma medaglistica.
- Il nastro è bianco con una striscia rossa in centro affiancata da due piccole strisce gialle. Sui bordi si trovano una striscia rossa per parte affiancata da due piccole strisce gialle. Sul nastro potevano essere apposte le seguenti barrette: VITERBO, PESARO, FANO, SANT'ANGELO, CASTELFIDARDO e ANCONA. Le barrette dovevano però essere comprate privatamente dagli insigniti della decorazione e come tali furono realizzate in pochi esemplari.